# Eris (mitologie)
Eris (Ἔρις) este reprezentarea feminină a discordiei. Împreunându-se cu Zeus, a născut-o pe Ate, zeița greșelii. La nunta lui Thetis și a muritorului Peleus, unde nu a fost invitată, Eris a aruncat un măr de aur vrăjit, rostind: "Celei mai frumoase" (de aici a luat naștere sintagma "mărul discordiei"), rivalizându-le astfel pe Hera, Atena și Afrodita. Romanii o numeau Discordia. Este sora lui Ares. Mai târziu este alungată din Olimp.